# Ny Pavonis
Ny Pavonis (ν Pavonis, förkortat Ny Pav, ν Pav), som är stjärnans Bayer-beteckning, är en ensam stjärna i den västra delen av stjärnbilden Påfågeln. Den har en genomsnittlig skenbar magnitud på +4,62 och är synlig för blotta ögat där ljusföroreningar ej förekommer. Baserat på parallaxmätningar i Hipparcos-uppdraget på ca 7,0 mas beräknas den befinna sig på ca 460 ljusårs (142 parsek) avstånd från solen.

## Egenskaper
Ny Pavonis är en röd jättestjärna av spektralklass M6 III och befinner sig för närvarande på den asymptotiska jättegrenen. Den har en radie som är ca 200 gånger större än solens och utsänder ca 7 400 gånger mera energi än solen från dess fotosfär vid en effektiv temperatur på 3 500 K.
Ny Pavonis är en pulserande variabel av SPB-typ. Den varierar mellan visuell magnitud +4,60 och 4,64 med en period av 0,85584 dygn eller 20,540 timmar. Ultraviolett strålning har observerats från stjärnans koordinater, vilken kan komma från en följeslagare.